# Айдарлы (Жамбылская область)
Айдарлы (каз. Айдарлы, до 2017 г. — Кенес) — село в Мойынкумском районе Жамбылской области Казахстана. Административный центр и единственный населённый пункт Кенесского сельского округа. Находится примерно в 63 км к юго-востоку от районного центра, аула Мойынкум. Код КАТО — 315638100.

## Население
В 1999 году население села составляло 1996 человек (1004 мужчины и 992 женщины). По данным переписи 2009 года, в селе проживало 1907 человек (963 мужчины и 944 женщины).